# Athlétisme aux Jeux asiatiques de 1958
Navigation
Édition précédente Édition suivante
Les épreuves d'athlétisme aux Jeux asiatiques de 1958 se sont déroulées à Tokyo, au Japon.

## Résultats

### Hommes
| Épreuve           | Or                                                                  | Or                 | Argent                                                          | Argent    | Bronze                                                                     | Bronze    |
| ----------------- | ------------------------------------------------------------------- | ------------------ | --------------------------------------------------------------- | --------- | -------------------------------------------------------------------------- | --------- |
| 100 m             | Abdul Khaliq Pakistan                                               | 10 s 9             | Kyohei Ushio Japon                                              | 11.0      | Isaac Gomez Philippines                                                    | 11.1      |
| 200 m             | Milkha Singh Inde                                                   | 21 s 6 (CR)        | Abdul Khaliq Pakistan                                           | 21.7      | Enrique Bautista Philippines                                               | 22.2      |
| 400 m             | Milkha Singh Inde                                                   | 47 s 0             | Pablo Somblingo Philippines                                     | 48.5      | Rahim Ahmad Malaisie                                                       | 48.8      |
| 800 m             | Yoshitaka Muroya Japon                                              | 1 min 52 s 1 (CR)  | Mahmoud Khaligh Razavi Iran                                     | 1:52.2    | Sim Sang-ok Corée du Sud                                                   | 1:52.3    |
| 1 500 m           | Mahmoud Khaligh Razavi Iran                                         | 3 min 57 s 6       | Michio Okayama Japon                                            | 3:58.2    | Sim Sang-ok Corée du Sud                                                   | 3:59.1    |
| 5 000 m           | Osamu Inoue Japon                                                   | 14 min 39 s 4 (CR) | Han Sung-chul Corée du Sud                                      | 14:41.8   | Ali Baghbanbashi Iran                                                      | 14:43.0   |
| 10 000 m          | Takashi Baba Japon                                                  | 30 min 48 s 4 (CR) | Mubarak Shah Pakistan                                           | 30:49.8   | Ali Baghbanbashi Iran                                                      | 30:50.4   |
| 110 m haies       | Ghulam Raziq Pakistan                                               | 14 s 4 (CR)        | Yang Chuan-Kwang Taïwan                                         | 14 s 8    | Hirokazu Yasuda Japon                                                      | 14.8      |
| 400 m haies       | Tsai Cheng-Fu Taïwan                                                | 52 s 4 (CR)        | Keiji Ogushi Japon                                              | 52.8      | Yang Chuan-Kwang Taïwan                                                    | 53 s 0    |
| 3 000 m steeple   | Mubarak Shah Pakistan                                               | 9 min 3 s 0 (CR)   | Masayaki Nunogami Japon                                         | 9:04.2    | Susumu Takahashi Japon                                                     | 9:05.8    |
| Relais 4×100 m    | Philippines Remigio Vista Isaac Gomez Pedro Subido Enrique Bautista | 41 s 4             | Japon Kyohei Ushio Masaru Kamata Yoshiaki Hara Yasuhiro Yanagi  | 41.4      | Pakistan Muhammad Sharif Butt Ghulam Raziq Ramzan Ali Abdul Khaliq         | 41.5      |
| Relais 4×400 m    | Japon Kanji Akagi Keiji Ogushi Takejiro Hayashi Yoshitaka Muroya    | 3 min 13 s 9 (CR)  | Taïwan Tsai Cheng-Fu Chen Huey-Kuen Chen Lo-Chen Chen Ying-Lang | 3:18.0    | Philippines Erasma Arellano Aparicio Mequi Antonio Suplido Pablo Somblingo | 3:18.2    |
| Marathon          | Lee Chang-hoon Corée du Sud                                         | 2:32:55 (CR)       | Myitung Naw Birmanie                                            | 2:42:46   | Nobuyoshi Sadanaga Japon                                                   | 2:43:44   |
| Saut en hauteur   | Nagalingam Ethirveerasingam Ceylan                                  | 2,03 m (CR)        | Noboru Kasamatsu Japon                                          | 2.00      | Yukio Ishikawa Japon                                                       | 1.95      |
| Saut à la perche  | Noriaki Yasuda Japon                                                | 4,20 (CR)          | Kozo Akasaka Japon                                              | 4.20 (CR) | Allah Ditta Pakistan                                                       | 4.20 (CR) |
| Saut en longueur  | Suh Yong-joo Corée du Sud                                           | 7,54 (CR)          | Yang Chuan-Kwang Taïwan                                         | 7,49 m    | Ramzan Ali Pakistan                                                        | 7.30      |
| Triple saut       | Mohinder Singh Inde                                                 | 15,62 (CR)         | Koji Sakurai Japon                                              | 15.41     | Tomio Ota Japon                                                            | 15.19     |
| Lancer du poids   | Parduman Singh Brar Inde                                            | 15,04 (CR)         | Hitoshi Goto Japon                                              | 14.80     | Uri Zohar Israël                                                           | 14.75     |
| Lancer du disque  | Balkar Singh Inde                                                   | 47,66 (CR)         | Muhammad Ayub Pakistan                                          | 46.01     | Parduman Singh Brar Inde                                                   | 45.67     |
| Lancer du marteau | Muhammad Iqbal Pakistan                                             | 60,97 (CR)         | Masuru Urushibata Japon                                         | 57.88     | Malik Noor Pakistan                                                        | 54.03     |
| Lancer du javelot | Muhammad Nawaz Pakistan                                             | 69.41 (CR)         | Jalal Khan Pakistan                                             | 66.00     | Baruch Feinberg Israël                                                     | 63.78     |
| Décathlon         | Yang Chuan-Kwang Taïwan                                             | 7101 (CR)          | Kiyoshi Katsuki Japon                                           | 5968      | Shosuke Suzuki Japon                                                       | 5939      |

### Femmes
| Épreuve           | Or                                                           | Or         | Argent                                                                     | Argent    | Bronze                                                            | Bronze |
| ----------------- | ------------------------------------------------------------ | ---------- | -------------------------------------------------------------------------- | --------- | ----------------------------------------------------------------- | ------ |
| 100 m             | Inocencia Solis Philippines                                  | 12.5 (CR)  | Sakura Fukuyama Japon                                                      | 12.7      | Yuko Kobayashi Japon                                              | 12.7   |
| 200 m             | Yuko Kobayashi Japon                                         | 25.9       | Stephie D'Souza Inde                                                       | 26.2      | Hiroko Shiojiri Japon                                             | 26.3   |
| 80 m haies        | Michiko Iwamoto Japon                                        | 11.6 (CR)  | Francisca Sañopal Philippines                                              | 11.6 (CR) | Manolita Cinco Philippines                                        | 12.1   |
| Relais 4×100 m    | Japon Sakura Fukuyama Yoshie Fujii Ikuko Yoda Yuko Kobayashi | 48.6 (CR)  | Philippines Inocencia Solis Rogelia Ferrer Irene Penuela Francisca Sañopal | 49.0      | Inde Christine Brown Violet Peters Stephie D'Souza Mary Leela Rao | 49.4   |
| Saut en hauteur   | Emiko Kamiya Japon                                           | 1.58 (CR)  | Lolita Lagrosas Philippines                                                | 1.56      | Yumiko Kondo Japon                                                | 1.54   |
| Saut en longueur  | Visitacion Badana Philippines                                | 5.64       | Mikiko Tazaki Japon                                                        | 5.49      | Huang Hsing Taïwan                                                | 5.32   |
| Lancer du poids   | Seiko Obonai Japon                                           | 13.26 (CR) | Motoko Yoshida Japon                                                       | 13.07     | Wu Chin-yun Taïwan                                                | 11.46  |
| Lancer du disque  | Hiroko Uchida Japon                                          | 41.90      | Seiko Obonai Japon                                                         | 40.29     | Huang Chun-mien Taïwan                                            | 33.65  |
| Lancer du javelot | Yoriko Shida Japon                                           | 47.15 (CR) | Elizabeth Davenport Inde                                                   | 46.07     | Karnah Soekarta Indonésie                                         | 45.03  |